# Azel (album)
Azel è il terzo album del musicista nigerino Bombino . È stato pubblicato il 1 aprile 2016 dalla Partisan Records.

## Elenco della tracce
| No. | Titolo                                                      | Durata |
| --- | ----------------------------------------------------------- | ------ |
| 1.  | "Akhar Zaman (This Moment)"                                 | 3:51   |
| 2.  | "Iwaranagh (We Must)"                                       | 4:59   |
| 3.  | "Inar (If You Know the Degree of My Love for You)"          | 3:46   |
| 4.  | "Tamiditine Tarhanam (My Love, I Tell You)"                 | 4:03   |
| 5.  | "Timtar (Memories)"                                         | 4:53   |
| 6.  | "Iyat Ninhay/Jaguar (A Great Desert I Saw)"                 | 6:07   |
| 7.  | "Igmayagh Dum (My Lover)"                                   | 5:45   |
| 8.  | "Ashuhada (Martyrs of the First Rebellion)"                 | 3:24   |
| 9.  | "Timidiwa (Friendship)"                                     | 4:21   |
| 10. | "Naqqim Dagh Timshar (We Are Left in This Abandoned Place)" | 5:39   |